# Carlo Donida
Carlo Donida Labati (Milano, 30 ottobre 1920 – Porto Valtravaglia, 22 aprile 1998) è stato un compositore e pianista italiano.

## Biografia
Si diplomò al Conservatorio Giuseppe Verdi di Milano in pianoforte e composizione, per intraprendere la carriera di direttore d'orchestra, che decise però di abbandonare per seguire la sua vena artistica, più vicina alla musica leggera.
Iniziò quindi la sua attività nel mondo musicale come pianista de I Dandies, gruppo molto noto a cavallo degli anni quaranta e cinquanta, in cui si distinse come uno dei migliori pianisti del genere.
Successivamente venne assunto come arrangiatore dalle Edizioni musicali Ricordi, che in quel periodo avevano appena creato la sezione musica leggera con le Edizioni musicali Radio Record Ricordi.
Nello stesso periodo si sposa con Lia e diviene padre di Luisella, nata nel 1947, e Laura, nata nel 1951.
Entrato nell'ambiente della musica leggera, decise di comporre i primi motivi avvalendosi della collaborazione del paroliere Gian Carlo Testoni con cui firmò le sue prime canzoni, Dimmi t'amo e Sotto il mandorlo (interpretata dal Duo Fasano), con cui debuttò nel 1951 al Festival di Sanremo.
Successivamente collaborò con altri parolieri come Calibi, con cui scrisse Vecchio scarpone (interpretata da Gino Latilla e dal quintetto vocale con Giorgio Consolini), e Pinchi, paroliere di Canzone da due soldi (interpretata da Katyna Ranieri e Achille Togliani che si classificherà seconda a Sanremo), entrambi successi anche internazionali.
Nel 1960 inizia il lungo sodalizio con Giulio Rapetti alias Mogol, che darà vita a 126 canzoni, con la canzone Briciole di baci, che interpretata da Lia Scutari vince la seconda edizione del Burlamacco d'oro nel 1960 (e che viene anche incisa da Mina) e Diavolo cantata da Jimmy Fontana, e che vince nel 1961 il Festival di Sanremo con Al di là, interpretata da Betty Curtis e Luciano Tajoli, canzone che arrivò in ben 26 paesi del mondo.
Tra le altre canzoni scritte dal binomio Romantico amore cantata da Nicola Arigliano, Le colline sono in fiore interpretata da una giovanissima Wilma Goich al Festival di Sanremo, ispirata alle sue amate colline del Lago Maggiore, Uno dei tanti cantata da Tony Dallara e Joe Sentieri.
La sua carriera sanremese continuò con Abbracciami forte (1965 Udo Jürgens – Ornella Vanoni),
Gli occhi miei (1968 Wilma Goich – Dino), La spada nel cuore (1970 Patty Pravo – Little Tony) e La folle corsa (1971 Little Tony – Formula 3) solo per citare le più famose: il maestro Donida partecipò a dodici edizioni del Festival di Sanremo con piazzamenti sempre di prim'ordine.
Le sue canzoni ebbero grande successo anche all'estero; tra gli artisti che cantarono brani di Carlo Donida vi sono Tom Jones, Ben E. King, Shirley Bassey, Chet Baker e Charles Aznavour, che interpretarono le sue canzoni: “Uno dei tanti”, che nella versione inglese diventò “Who (I have nothing)”, “Gli occhi miei”, col titolo “Help yourself”, e “Le colline sono in fiore”.
Nella sua carriera Carlo Donida compose anche colonne sonore per documentari, pubblicità e film.
Donida si affermò anche come eccellente compositore di canzoni su testi dialettali milanesi come Mi no, ghe vegni no,Cing ghei de pu, ma ross e Quand el coeur el s'innamora, che parteciparono e vinsero più edizioni del Festival della Canzone Milanese e Ammore mio interpretata da Ornella Vanoni che si piazzò seconda al Festival di Napoli del 1964.
Anche Luigi Tenco interpretò alcune sue canzoni: Quasi sera, Sempre la stessa storia e Più mi innamoro di te e Serenella, già incisa da Bobby Solo (queste ultime due pubblicate postume).
Lucio Battisti, che interpretò raramente canzoni di cui non avesse composto lui stesso la musica, ne ha cantate ben quattro di Donida, sempre in collaborazione con Mogol: Prigioniero del mondo, La compagnia, La spada nel cuore e La folle corsa (le ultime due mai pubblicate ufficialmente).
Vasco Rossi nel 2007 ha voluto reinterpretare una canzone scritta nel 1968 per Marisa Sannia, La Compagnia.
Proprio sulla scia di quest'ultima canzone, nel 2008 è nata l'associazione La compagnia di Donida, con l'obiettivo primario di diffondere la cultura popolare attraverso la musica ed incentivare la creatività dei giovani artisti. È stato anche istituito il Premio Donida, rivolto ai giovani compositori.

## Canzoni scritte da Carlo Donida
Nell'elenco è indicato il primo interprete che ha inciso la canzone
| Anno | Titolo                              | Autori del testo                   | Autori della musica             | Primi interpreti                                                                     |
| ---- | ----------------------------------- | ---------------------------------- | ------------------------------- | ------------------------------------------------------------------------------------ |
| 1951 | Sotto il mandorlo                   | Gian Carlo Testoni e Mario Panzeri | Carlo Donida                    | Duo Fasano                                                                           |
| 1952 | Cantate e sorridete                 | Gian Carlo Testoni                 | Carlo Donida e Giorgio Fabor    | Oscar Carboni                                                                        |
| 1953 | Vecchio scarpone                    | Calibi                             | Carlo Donida                    | Gino Latilla e Doppio Quintetto Vocale, Giorgio Consolini                            |
| 1954 | Canzone da due soldi                | Pinchi                             | Carlo Donida                    | Katyna Ranieri e Achille Togliani                                                    |
| 1958 | L'autunno non è triste              | Umberto Bertini e Nisa             | Carlo Donida                    | Peppino di Capri                                                                     |
| 1959 | Be-be bella signorina               | Nisa                               | Carlo Donida                    | Brunetta                                                                             |
| 1960 | Sempre la stessa storia             | Giorgio Calabrese                  | Carlo Donida                    | Luigi Tenco                                                                          |
| 1960 | Goodbye Maria                       | Nisa = Nicola Salerno              | Carlo Donida                    | Fausto Cigliano                                                                      |
| 1960 | Briciole di baci                    | Mogol                              | Carlo Donida                    | Lia Scutari                                                                          |
| 1961 | Al di là                            | Mogol                              | Carlo Donida                    | Luciano Tajoli e Betty Curtis                                                        |
| 1961 | Testa rossa                         | Mogol                              | Carlo Donida                    | Emy Orlando e Monna Lisa                                                             |
| 1962 | Tobia                               | Mogol e Alberto Testa              | Carlo Donida                    | Cocky Mazzetti e Joe Sentieri                                                        |
| 1963 | Ricorda                             | Mogol                              | Carlo Donida                    | Milva e Luciano Tajoli                                                               |
| 1963 | Ecatombe                            | Giorgio Calabrese e Franco Franchi | Carlo Donida                    | Riz Samaritano                                                                       |
| 1964 | I magnifici undici                  | Narciso Parigi, Mogol              | Carlo Donida                    | Narciso Parigi, Lorenzo Andreaggi                                                    |
| 1965 | J'attends                           | Ambrogio Carenni                   | Carlo Donida                    | Michèle Sécher                                                                       |
| 1965 | Abbracciami forte                   | Mogol                              | Carlo Donida                    | Ornella Vanoni e Udo Jürgens                                                         |
| 1965 | Le colline sono in fiore            | Mogol e Calibi                     | Carlo Donida e Renato Angiolini | Wilma Goich e New Christy Minstrels                                                  |
| 1966 | In un fiore                         | Mogol                              | Carlo Donida                    | Wilma Goich e Les Surfs                                                              |
| 1966 | Gold Snake                          | Silvana Simoni                     | Carlo Donida                    | Iva Zanicchi                                                                         |
| 1967 | Canta ragazzina                     | Prog                               | Carlo Donida e Iller Pattacini  | Bobby Solo, Connie Francis e Mina                                                    |
| 1967 | Per vedere quanto è grande il mondo | Mogol                              | Carlo Donida                    | Wilma Goich e The Bachelors                                                          |
| 1968 | Gli occhi miei                      | Mogol                              | Carlo Donida                    | Wilma Goich e Dino                                                                   |
| 1968 | Prigioniero del mondo               | Mogol                              | Carlo Donida                    | Lucio Battisti                                                                       |
| 1969 | La compagnia                        | Mogol                              | Carlo Donida                    | Marisa Sannia nel 1969, Lucio Battisti nel 1976, Mina nel 1988, Vasco Rossi nel 2007 |
| 1970 | La spada nel cuore                  | Mogol                              | Carlo Donida                    | Patty Pravo e Little Tony                                                            |
| 1971 | La folle corsa                      | Mogol                              | Carlo Donida                    | Formula 3, Little Tony e Lucio Battisti                                              |